# Foni Bintang-Karenai
Foni Bintang-Karenai é um distrito da Gâmbia.